# Pontus af Burén (1835–1905)
Carl Pontus af Burén (i riksdagen kallad af Burén i Boxholm), född 26 mars 1835 i Ekeby församling, Östergötlands län, död där 11 april 1905, var en svensk godsägare, postmästare och riksdagspolitiker. Han var son till bruksägaren Pontus af Burén och bror till operachefen Axel Burén.

## Biografi
Pontus af Burén föddes 1835 på Boxholms säteri i Ekeby socken. Han var son till Pontus af Burén och Carolina Mariana Ehrenkrona. af Burén blev 1853 student vid Uppsala universitet och avlade 1854 kameralexamen. Han blev 1855 extra ordinarie kammarskrivare i Kammarkollegium och 5 januari 1855 extra ordinarie kammarskrivare vid Postverket. af Burén var 1856–1858 tillförordnad postmästare och var från 15 mars 1858 till 1 juni 1885 postmästare i Boxholm.
Af Burén blev 1864 delägare i Boxholms bruk och var mellan 1865–1872 ensam ägare av bruket. Han ombildade bruket 1872, jämte skogsegendomen och lantegendomen till Boxholms AB. af Burén tillhörde fram till 1873 Boxholms AB:s ledning. År 1875 grundade han Flemminge järnverk i Ekeby socken som han innehade till 1903.
Han blev 1 december 1893 riddare av Nordstjärneorden och 1 december 1900 kommendör av Vasaorden av andra klassen.

### Politiker
af Burén representerade 1887–1904 Blekinge läns valkrets i riksdagens första kammare, där han gjorde sig bemärkt som en av de längst gående tullskyddsivrare och som en flitig motionär. Särskilt propagerade han för bevarandet av landets skogstillgångar. Han var 1891–1901 ledamot i bevillningsutskottet. af Burén var även ledamot av Östergötlands läns landsting 1886–1887 samt 1898–1904.

### Egendom
af Burén ägde Boxholms säteri i Ekeby socken och Edshults säteri i Edshults socken.

### Familj
af Burén gifte sig på Edshults säteri i Edshults socken 21 september 1859 med kusinen Amalia Key (1836–1912), dotter till kaptenen Carl Johan Key och Lovisa Ulrika Charlotta Burén. De fick tillsammans barnen bruksägaren Carl af Burén (1861–1937), underlöjtnanten Harald af Burén (1862–1883) i Flemminge, godsägaren Ivar af Burén (född 1864), Filip af Burén (1866–1867), Carolina Lovisa af Burén (1871–1871) och Gerda af Burén (1874–1923) som var gift med generallöjtnanten Axel A:son Sjögreen, chef för Dalregementet.